# Ottorino Pietro Alberti
Ottorino Pietro Alberti (* 17. Dezember 1927 in Nuoro, Sardinien, Italien; † 17. Juli 2012 ebenda) war römisch-katholischer Erzbischof von Cagliari.

## Leben
Ottorino Pietro Alberti studierte zunächst Agrarwissenschaften an der Universität Pisa und trat anschließend in das Priesterseminar ein. Nach seiner theologischen und philosophischen Ausbildung empfing er am 18. März 1956 durch den Bischof von Nuoro, Giuseppe Melas, die Priesterweihe. Er wurde Generalsekretär der Päpstlichen Lateranuniversität in Rom. Parallel studierte er Theologie und beschäftigte sich mit dem Thema Wissenschaft und Glauben. Er war Professor und Rektor des Seminars von Cagliari.
Papst Paul VI. ernannte ihn am 9. August 1973 zum Erzbischof von Spoleto und zum Bischof von Norcia. Der Pro-Präfekt der Kongregation für die Bischöfe, Sebastiano Baggio, spendete ihm am 8. September desselben Jahres die Bischofsweihe; Mitkonsekratoren waren Giuseppe Bonfigioli, Erzbischof von Cagliari, und Giovanni Melis Fois, Bischof von Nuoro. Nach der Vereinigung des Bistums Norcia mit dem Erzbistum Spoleto wurde er am 30. September 1986 zum Erzbischof dieses Erzbistums.
Am 23. November 1987 wurde er zum Erzbischof von Cagliari ernannt. Zudem war er Präsident der Bischofskonferenz von Sardinien. Am 20. Juni 2003 nahm Papst Johannes Paul II. seinen altersbedingten Rücktritt an.
Er war Mitglied der Kongregation für die Selig- und Heiligsprechungsprozesse und initiierte unter anderem den Seligsprechungsprozess von Simona Tronci. Er war Ehrenkanoniker der Kathedrale von Nuoro.

## Schriften
- Scritti di storia civile e religiosa della Sardegna, Edizioni Della Torre 1965
- La diocesi di Galtelli dalla sua soppressione (1495) alla fine del sec. 16, Edizioni Sarda Fossataro 1978
- Chiesa e società sarde tra due concilii regionali (1924–1990), Edizioni Della Torre 1990
- Studi in onore di Ottorino Pietro Alberti, Edizioni della Torre 1998